# Morti nel 1997/Febbraio
| Questa pagina contiene informazioni ricavate automaticamente dalle voci biografiche con l'ausilio del template Bio e di un bot. L'aggiornamento è periodico e automatico e ricostruisce completamente la pagina. Se manca una persona in questa lista, sei pregato di non aggiungerla, ma accertati piuttosto che la sua voce biografica contenga il template Bio e che i dati anagrafici siano correttamente compilati. Se il template Bio manca, inseriscilo tu stesso o, in alternativa, metti l'avviso {{tmp\|Bio}} che ne segnala la mancanza. Se i dati riportati sono sbagliati, correggi direttamente la voce biografica; le modifiche saranno visibili in questa lista entro pochi giorni. Per chiarimenti vedi il progetto biografie. La lista contiene solo le 91 persone che sono citate nell'enciclopedia e per le quali è stato implementato correttamente il template Bio. Pagina aggiornata al 3 mar 2024. |

- 1º febbraio - Marjorie Reynolds, attrice statunitense (n. 1917)
- 1º febbraio - Aleksandr Solonik, mafioso russo (n. 1960)
- 2 febbraio - Raúl de Anda, attore, regista e produttore cinematografico messicano (n. 1908)
- 2 febbraio - Jorio Borchi, politico italiano (n. 1925)
- 2 febbraio - Erich Eliskases, scacchista austriaco (n. 1913)
- 2 febbraio - Karsten Johannessen, calciatore norvegese (n. 1920)
- 2 febbraio - Sanford Meisner, attore, insegnante e direttore artistico statunitense (n. 1905)
- 2 febbraio - Raimundo Saporta, dirigente sportivo spagnolo (n. 1926)
- 2 febbraio - Theodoros Stamos, pittore statunitense (n. 1922)
- 2 febbraio - Chico Science, cantante e compositore brasiliano (n. 1966)
- 3 febbraio - Bohumil Hrabal, scrittore ceco (n. 1914)
- 3 febbraio - Michail Jakušin, allenatore di calcio e calciatore sovietico (n. 1910)
- 3 febbraio - Aristide Pirovano, vescovo cattolico e missionario italiano (n. 1915)
- 3 febbraio - Boris de Rachewiltz, egittologo, archeologo e etnologo italiano (n. 1926)
- 4 febbraio - Robert Clouse, regista e sceneggiatore statunitense (n. 1928)
- 4 febbraio - Lobsang Gyatso, monaco buddhista tibetano (n. 1928)
- 4 febbraio - Davide Sorrenti, fotografo italiano (n. 1976)
- 4 febbraio - Cyril Leo Toumanoff, storico e genealogista russo (n. 1913)
- 4 febbraio - Domenico Zumpano, mafioso italiano (n. 1953)
- 4 febbraio - Benjamin David de Jesus, vescovo cattolico filippino (n. 1940)
- 5 febbraio - Aldo Ferrara, avvocato e politico italiano (n. 1921)
- 5 febbraio - Pamela Harriman, diplomatica e socialite statunitense (n. 1920)
- 5 febbraio - René Huyghe, scrittore francese (n. 1906)
- 6 febbraio - Angelo Blasi,  italiano (n. 1907)
- 6 febbraio - Roger Laurent, pilota di Formula 1 belga (n. 1913)
- 6 febbraio - Ostavo Mincarelli, calciatore e allenatore di calcio italiano (n. 1918)
- 7 febbraio - Simone DeCavalcante, mafioso statunitense (n. 1912)
- 7 febbraio - Allan Edwall, attore, regista e cantante svedese (n. 1924)
- 7 febbraio - Fernando Farulli, pittore e incisore italiano (n. 1923)
- 7 febbraio - Mary Wills, costumista statunitense (n. 1914)
- 8 febbraio - Robert Ridgely, attore statunitense (n. 1931)
- 9 febbraio - Leni Junker, velocista tedesca (n. 1905)
- 10 febbraio - Milton Cato, politico sanvincentino (n. 1915)
- 10 febbraio - Francesco Compasso, avvocato, giornalista e politico italiano (n. 1935)
- 10 febbraio - Ermido Santi, politico italiano (n. 1923)
- 10 febbraio - Tadeusz Trojanowski, lottatore polacco (n. 1933)
- 12 febbraio - Wilhelm Theodor Elwert, filologo e metricista tedesco (n. 1906)
- 12 febbraio - Federico Pisani, calciatore italiano (n. 1974)
- 13 febbraio - Robert Herman, cosmologo statunitense (n. 1914)
- 13 febbraio - Eduardo Kapstein, cestista cileno (n. 1914)
- 13 febbraio - Reg Ryan, calciatore irlandese (n. 1925)
- 14 febbraio - Guido Mazzetti, allenatore di calcio e calciatore italiano (n. 1916)
- 14 febbraio - Charles Moffett, batterista statunitense (n. 1929)
- 14 febbraio - Eva Petrovičová, cestista cecoslovacca (n. 1945)
- 15 febbraio - Attilio Bartole, politico e farmacista italiano (n. 1906)
- 15 febbraio - Arne Berg, ciclista su strada svedese (n. 1909)
- 15 febbraio - Fernando Eusebio, calciatore italiano (n. 1910)
- 15 febbraio - Walter Fantini, ciclista su strada italiano (n. 1912)
- 15 febbraio - Giovanni Giua, ingegnere e ufficiale italiano (n. 1895)
- 15 febbraio - Philip Hershkovitz, naturalista statunitense (n. 1909)
- 15 febbraio - Guido Manfré, calciatore italiano (n. 1920)
- 15 febbraio - Christian Waldner, politico italiano (n. 1959)
- 16 febbraio - Bärbel Inhelder, psicologa svizzera (n. 1913)
- 16 febbraio - Alvis Vitolinš, scacchista lettone (n. 1946)
- 16 febbraio - Jack Wilson, canottiere britannico (n. 1914)
- 16 febbraio - Wu Jianxiong, fisica cinese (n. 1912)
- 17 febbraio - Spartaco Bandinelli, pugile italiano (n. 1921)
- 17 febbraio - Alfonso Maria Di Nola, antropologo e storico delle religioni italiano (n. 1926)
- 17 febbraio - Amhà Selassié, sovrano etiope (n. 1916)
- 18 febbraio - Bruno Menardi, bobbista e alpinista italiano (n. 1939)
- 18 febbraio - Alfredo Enrique Peralta Azurdia, politico e militare guatemalteco (n. 1908)
- 18 febbraio - Benedetto Richeldi, presbitero italiano (n. 1912)
- 19 febbraio - Deng Xiaoping, politico, rivoluzionario e militare cinese (n. 1904)
- 20 febbraio - Afonsinho, calciatore brasiliano (n. 1914)
- 20 febbraio - Pierre Gascar, scrittore francese (n. 1916)
- 20 febbraio - Arthur Machado, calciatore brasiliano (n. 1909)
- 20 febbraio - Stan Pearson, allenatore di calcio e calciatore inglese (n. 1919)
- 20 febbraio - Renato Roberti, presbitero e partigiano italiano (n. 1921)
- 21 febbraio - Choe Kwang, generale e politico nordcoreano (n. 1918)
- 21 febbraio - Saverio D'Aquino, politico e medico italiano (n. 1928)
- 21 febbraio - Josef Posipal, calciatore romeno (n. 1927)
- 22 febbraio - Kang Song-san, politico nordcoreano (n. 1931)
- 22 febbraio - Mario Mammucari, politico, partigiano e sindacalista italiano (n. 1910)
- 22 febbraio - Enzo Marchesi, generale italiano (n. 1907)
- 23 febbraio - Abdelkader Ben Bouali, calciatore francese (n. 1912)
- 23 febbraio - Frank Launder, regista, sceneggiatore e produttore cinematografico britannico (n. 1906)
- 23 febbraio - Andy Rymarczuk, calciatore statunitense (n. 1950)
- 23 febbraio - Tony Williams, batterista statunitense (n. 1945)
- 24 febbraio - Antonino Papaldo, magistrato italiano (n. 1899)
- 25 febbraio - Joseph Phạm Văn Thiên, vescovo cattolico vietnamita (n. 1907)
- 25 febbraio - Ugo Poletti, cardinale e arcivescovo cattolico italiano (n. 1914)
- 25 febbraio - Andrej Donatovič Sinjavskij, scrittore e critico letterario sovietico (n. 1925)
- 26 febbraio - Nuccio Bertone, imprenditore italiano (n. 1914)
- 26 febbraio - David Doyle, attore statunitense (n. 1929)
- 26 febbraio - Vincent Gaddis, scrittore statunitense (n. 1913)
- 26 febbraio - Giovanni Ghiselli, velocista italiano (n. 1934)
- 27 febbraio - Serafino Beconi, pittore e scultore italiano (n. 1925)
- 27 febbraio - Ion Cioabă, politico rumeno (n. 1935)
- 27 febbraio - Kingsley Davis, sociologo statunitense (n. 1908)
- 28 febbraio - Osvaldo Bailo, ciclista su strada italiano (n. 1912)
- 28 febbraio - Giuseppe Migneco, pittore italiano (n. 1903)